# Байгелія (Міссісіпі)
Байгелія (англ. Byhalia) — місто (англ. town) в США, в окрузі Маршалл штату Міссісіпі. Населення — 1339 осіб (2020).

## Географія
Байгелія розташована за координатами 34°52′9″ пн. ш. 89°41′24″ зх. д. / 34.86917° пн. ш. 89.69000° зх. д. (34.869188, -89.689993).  За даними Бюро перепису населення США в 2010 році місто мало площу 18,61 км², з яких 18,56 км² — суходіл та 0,05 км² — водойми.

## Демографія
Згідно з переписом 2010 року, у місті мешкали 1302 особи в 494 домогосподарствах у складі 322 родин. Густота населення становила 70 осіб/км².  Було 572 помешкання (31/км²).
Расовий склад населення:
| - 51,4 % — білих - 44,9 % — чорних або афроамериканців - 1,7 % — осіб інших рас |

До двох чи більше рас належало 2,1 %. Частка іспаномовних становила 4,0 % від усіх жителів.
За віковим діапазоном населення розподілялося таким чином: 24,9 % — особи молодші 18 років, 59,7 % — особи у віці 18—64 років, 15,4 % — особи у віці 65 років та старші. Медіана віку мешканця становила 39,1 року. На 100 осіб жіночої статі у місті припадало 85,7 чоловіків;  на 100 жінок у віці від 18 років та старших — 83,8 чоловіків також старших 18 років.
Середній дохід на одне домашнє господарство  становив 37 080 доларів США (медіана — 27 500), а середній дохід на одну сім'ю — 42 321 долар (медіана — 33 393). За межею бідності перебувало 42,2 % осіб, у тому числі 66,3 % дітей у віці до 18 років та 28,2 % осіб у віці 65 років та старших.
Цивільне працевлаштоване населення становило 462 особи. Основні галузі зайнятості: виробництво — 39,6 %, освіта, охорона здоров'я та соціальна допомога — 17,5 %, науковці, спеціалісти, менеджери — 13,6 %, роздрібна торгівля — 10,2 %.